# Phyllodactylus dixoni
Phyllodactylus dixoni este o specie de șopârle din genul Phyllodactylus, familia Gekkonidae, descrisă de Rivero -blanco și Lancini 1968. Conform Catalogue of Life specia Phyllodactylus dixoni nu are subspecii cunoscute.